# Artesunate
Artesunate (AS) là một loại thuốc dùng để điều trị bệnh sốt rét. Dạng tiêm tĩnh mạch thường được ưu tiên sử dụng hơn so với quinidin nếu để điều trị bệnh sốt rét nặng. Thường thì chúng được sử dụng như một phần của liệu pháp phối hợp. Thuốc này không được sử dụng để phòng ngừa sốt rét. Artesunate có thể được đưa vào cơ thể bằng cách tiêm vào tĩnh mạch, tiêm vào cơ bắp hoặc uống.
Artesunate thường được cơ thể chống chịu tốt. Tác dụng phụ có thể có như nhịp tim chậm, phản ứng dị ứng, chóng mặt và giảm lượng bạch cầu trong màu. Trong thời gian mang thai, đây dường như là một lựa chọn khá an toàn so với các thuốc khác, mặc dù các nghiên cứu trên động vật chỉ ra rằng thuốc cũng có thể cho con non. Chúng có thể sử dụng được trong thời gian cho con bú. Đây là một thuốc thuộc nhóm artemisinin.
Artesunate nằm trong danh sách các thuốc thiết yếu của Tổ chức Y tế Thế giới, tức là nhóm các loại thuốc hiệu quả và an toàn nhất cần thiết trong một hệ thống y tế.]Chi phí bán buôn ở các nước đang phát triển là 2,09 đến 2,57 USD một liều. Chúng không được bán trên thị trường tại Hoa Kỳ; tuy nhiên, thuốc cũng có thể lấy được từ Trung tâm Kiểm soát Bệnh tật. Ban đầu, dược phẩm này được chế biển từ cây ngải ngọt.